# Kostel svatého Michaela archanděla (Chrenovec-Brusno)
Kostel svatého Michaela archanděla je římskokatolický farní kostel v obci Chrenovec-Brusno. Kostel je chráněn jako národní kulturní památka Slovenské republiky.

## První kostel
Původní gotický kostel pochází z první poloviny 14. století. Byl postaven z kamene a obdélníková svatyně s apsidou byla situována ve směru východ-západ. Klenba byla gotická, okna a dveře s lomeným obloukem byly zakončeny rozetami, šestiboká věž kostela s trojicí zvonů byla zakončena cibulovitou střechou s dvojitým křížem, nad nímž se tyčila socha svatého Michala.

## Druhý kostel
Zkázu kostela způsobil požár, který vypukl ve věži 17. července 1947. Střecha věže shořela do základů, zvony se roztavily a klenba byla značně poškozena. Kostel byl proto rozsáhle opraven a rozšířen, přičemž z původního kostela byl ponechán presbytář a věž, ale loď byla zbořena a přestavěna severojižním směrem. Nová loď má stejný obdélníkový půdorys s bočními přístavky v přední části, které tvoří trojlodí. Okna jsou trojitá, vysoká a zakončená lomeným obloukem, strop je zdoben kazetami a kůr, stavebně oddělený od lodi, vytváří uzavřený prostor pro varhany. Na východní straně kostela je zachován presbytář původního kostela, který tvoří boční kapli, v níž je umístěn dřevěný oltář se sochami svatého Josefa, Petra a Pavla.
Na západní straně se zachovala šestiboká věž, která byla po požáru zvýšena o jedno patro a zakončena střechou ve tvaru šestibokého jehlanu. Na jižní straně věže je ve zdi umístěna socha nemluvněte (ve výšce asi 13 m) jako památka na pád nemluvněte z lešení v roce 1331, který přežilo bez úhony. Ve věži jsou tři zvony, odlité v roce 1948; velký zvon s nápisem "Přijď království tvé", dále tzv. medián s nápisem "Královno míru, oroduj za nás" a tzv. ganc s nápisem "Ochraňuj nás a církev svatou". Pod věží je boční vchod do kostela.
Uprostřed schodiště vedoucího do kostela je kaple Panny Marie Lurdské. V průčelí kostela je pískovcová socha Ježíše s křížem a nad ní letopočet původního kostela /1339/ a nového kostela /1949/ postaveného po požáru. Ve vstupní hale jsou po stranách sochy svaté Terezie z Lisieux a Judy Tadeáše a schody vedoucí na kůr. V zadní části kostela pod chórem jsou sochy svatého Antonína Paduánského a Panny Marie. Na bočních oltářích jsou sochy Nejsvětějšího Srdce Ježíšova a Panny Marie z La Saletty. V západní boční lodi kostela se nachází barokní zpovědnice z první poloviny 18. století.
Křížová cesta je dílem pražského malíře Hálka a v blízkosti ambonu se nachází dřevěná lidová socha Piety z konce 18. století. Se stavbou nového kostela byl zhotoven nový mramorový oltář a boční oltáře, v pozadí jsou freskové obrazy z roku 1950. Při úpravě interiéru v roce 1980 byl zhotoven mramorový obětní stůl a ambon. Nástěnné malby byly přemalovány a dnes kostelu dominuje velký dřevěný kříž.
Kolem kostela býval hřbitov z první poloviny 14. století, na kterém se pohřbívalo až do konce 19. století. Vedle kostela stojí farní budova postavená v roce 1985.